# Čepikuće
Čepikuće est une localité appartenant à la municipalité de Dubrovačko primorje et située dans le comitat de Dubrovnik-Neretva en Croatie. En 2021, le village compte 36 habitants.